# スーパーロボット大戦OG -ジ・インスペクター-
『スーパーロボット大戦OG -ジ・インスペクター-』（スーパーロボットたいせんオージー ジ・インスペクター）は、2010年10月から2011年4月まで放送されたテレビアニメ。

## 概要
バンプレストから発売されたGBA用ゲームソフト『スーパーロボット大戦ORIGINAL GENERATION2』（以降、『OG2』）をベースとした作品。OGシリーズのアニメ作品としては3作目であり、『スーパーロボット大戦ORIGINAL GENERATION』（以降、『OG1』）をベースとした前作『スーパーロボット大戦OG -ディバイン・ウォーズ-』（以降、『DW』）の続編である。ただし、設定面については『スーパーロボット大戦ORIGINAL GENERATIONS』に準拠しており、時系列上では後の話になる『スーパーロボット大戦ORIGINAL GENERATION THE ANIMATION』（以降、『OGTA』）には繋がらず、ゲーム『スーパーロボット大戦OG外伝』（以降、『OG外伝』）に繋がるようになっている。シリーズ公式サイトでの略称は『OGIN』。
アニメーション制作は『OGTA』のブレインズ・ベース、『DW』のOLMから旭プロダクションへ変更され、スタッフの大半が交代となった。登場ロボットについてもすべて3DCGで描かれていた『DW』とは違い、『OGTA』と同様に大半がアニメーターによる手描きとなっている。また、『DW』で控え目だったお色気やギャグ演出が盛り込まれた。
『DW』ではバンプレソフトのスタッフがシリーズ構成と脚本を担当していたが、本作では監修に留まっている。また、モノリスソフトの森住惣一郎も監修に参加している。BGMにはアニメ用に制作された曲のほか、『OGs』の曲も使用された。
TVシリーズの最終回放送後に映像ソフト化が発表され、DVD版は2011年6月から各巻単品で順次発売された。作画のリテイクが加えられてテレビ放送版よりクオリティが上がったほか、隠されていた女性キャラクターの素肌が露出されるなど、映像面の規制も緩くなっている。また、BD版は2012年11月29日発売の『第2次スーパーロボット大戦OG』の限定版特典として付属するBD-BOXのみとなっている。

## あらすじ
L5戦役終結から半年後。
世界は各種勢力やDC残党が暗躍する状態にあり、L5戦役によって被った痛手から立ち直るには、まだ時間を要していた。そんな中、ブライアン・ミッドクリッド大統領の発表によって、地球外知的生命体の存在とその脅威についての情報が世界へ公表される。大統領らは対抗策を打ち出さんとするが、真の敵の存在にはまだ気付いていなかった。

## 登場人物・機動兵器
人物については、ゲーム版で非パイロットだった者（エリ・アンザイやフィリオ・プレスティのような技術者、ブライアン・ミッドクリッドのような政治家など）へ声優が新たに割り当てられたが、リー・リンジュンやアギーハは声優がゲーム版から交代している。なお、物語終盤にはクライ・ウルブズ、トウマ・カノウ、コウタ・アズマとコンパチブルカイザーが顔見せ程度に登場している。
本作のオリジナル要素として、登場人物ではアヅキ・サワが、機動兵器ではエクスバインやレストジェミラなどが新規で登場する。

## スタッフ
- 原作 - SRプロデュースチーム
- 監修 - 寺田貴信、森住惣一郎
- 監督 - 大張正己
- シリーズ構成 - 竹田裕一郎、八房龍之助
- キャラクター原案 - 河野さち子、斉藤和衛
- キャラクターデザイン - 江端里沙[注 2]、山根理宏、浜崎賢一[注 3]、大籠之仁
- メカニックデザイン - 宮武一貴、カトキハジメ、明貴美加、山根理宏、ことぶきつかさ、斉藤和衛、藤井大誠、富士原昌幸、守谷淳一、杉浦俊朗、安藤弘、小野聖二、金丸仁、土屋英寛、大張正己、大河原邦男
- プロダクションデザイン - 中北晃二
- 総作画監督 - 椛島洋介（キャラクター）、山根理宏（メカニック）
- 美術監督 - 野村正信
- 色彩設計 - 斉藤麻記
- 撮影監督 - 和田尚之
- 編集 - 吉武将人
- 音楽 - 寺田志保、栗山善親、湯村渉、岡田さとる、鶴山尚史、花岡拓也、松島加代子
- 音響監督 - 亀山俊樹
- プロデューサー - 武藤誉、松村浩、国崎久徳、後藤能孝、寺田貴信
- アニメーションプロデューサー - 曽根孝治
- アニメーション制作 - 旭プロダクション
- 製作 - SRWOG PROJECT

## 主題歌
オープニング主題歌1「MAXON」
作詞・作曲 - 影山ヒロノブ / 編曲 - IKUO・寺田志保・栗山善親 / 歌 - JAM Project
第1話から第23話まで使用。OP映像に登場している人物達に何らかの変化（その人物や機体の本格的な登場、機体の乗り換え、所属の変更など）があると、次の話からそれに準じた映像に変わっていた。また、初期はタイトル挿入時の効果音が無い（DVDでは効果音付きに変更）、同様の映像でも第1話のみアンジュルグのマスクが開いていないなど、細かい違いも多い。
オープニング主題歌2「流星Lovers」
作詞・作曲 - 影山ヒロノブ / 編曲 - 寺田志保・栗山善親 / 歌 - JAM Project
第24話と第25話で使用。最終話では挿入歌として使用された。第25話では一部映像が変更され、ライン・ヴァイスリッターが分身するようになり、DVDでは第24話のOPも第25話のものを踏襲する構成になっている。最終話はOPがなく、アバンタイトルの直後にタイトルロゴが挿入され、すぐにAパートが開始される構成になっている。
エンディング主題歌1「僕らの自由」
作詞・作曲・編曲 - 山田高弘 / 歌 - 美郷あき
第1話から第16話まで使用。第15話より一部映像が変化。また、第15話のみ同話のメインキャラクターであったゼンガー・ゾンボルトとレーツェル・ファインシュメッカーが、エクセレン・ブロウニングの代わりに水着姿で登場する演出となった。
エンディング主題歌2「最後の旅」
作詞 - 畑亜貴 / 作曲・編曲 - 黒須克彦 / 歌 - 美郷あき
第17話から第26話まで使用。第17話と第18話はそれまでの本編からキョウスケ・ナンブとエクセレンを抽出した映像だったが、第19話より描き下ろしの映像となった。DVDでも同じ映像が使われている。
挿入歌「Fairy Dang-Sing〜月下に妖精は舞う」
作詞 - 寺田貴信 / 歌 - 平井理子、貝原怜奈
第10話で使用。フェアリオンの戦闘BGMに歌詞を付けたもの。オリジナルサウンドトラックに収録。

## 各話リスト
| STAGE | サブタイトル               | 脚本                  | 画コンテ                   | 演出                       | 作画監督                   | 作画監督                                  |
| STAGE | サブタイトル               | 脚本                  | 画コンテ                   | 演出                       | キャラ                     | メカ                                      |
| ----- | -------------------------- | --------------------- | -------------------------- | -------------------------- | -------------------------- | ----------------------------------------- |
| 01    | 赤い衝撃                   | 竹田裕一郎 八房龍之助 | 大張正己                   | 大張正己                   | 椛島洋介                   | 鈴木藤雄                                  |
| 02    | 未知なる声                 | 竹田裕一郎 八房龍之助 | 大籠之仁                   | 大籠之仁                   | 山根理宏                   | 山根理宏                                  |
| 03    | 背負った十字               | 竹田裕一郎            | 吉田徹                     | 吉田徹                     | 谷口守泰 中島美子 椛島洋介 | 中澤勇一                                  |
| 04    | 絆と約束                   | 竹田裕一郎            | 林康弘                     | ところともかず             | 松岡秀明                   | 川原智弘                                  |
| 05    | DCの名の下に               | 竹田裕一郎            | 奥野浩行                   | 奥野浩行                   | 石田さよ                   | 山本佐和子                                |
| 06    | 桜花幻影                   | 竹田裕一郎            | 豊増隆寛                   | 工藤寛顕                   | 鈴木勘太                   | 鈴木勘太                                  |
| 07    | 黒い潜入者                 | 八房龍之助 竹田裕一郎 | 大籠之仁 大張正己          | 大籠之仁                   | 飯飼一幸 大籠之仁          | 飯飼一幸 大籠之仁                         |
| 08    | 凶鳥の眷属                 | 竹田裕一郎            | 織原真盃                   | 大張正己                   | 山根理宏                   | 大張正己                                  |
| 09    | インスペクター             | 竹田裕一郎            | 吉田徹                     | 吉田徹                     | 胡陽樹 飯飼一幸            | 中澤勇一                                  |
| 10    | 月下に妖精は舞う           | 八房龍之助 竹田裕一郎 | 豊増隆寛                   | 高田昌宏                   | 河野悦隆                   | 重田智 市川敬三                           |
| 11    | ハルパーの鎌               | 竹田裕一郎            | ところともかず             | ところともかず             | 飯飼一幸 奥野浩行          | 西井正典                                  |
| 12    | シャドウミラー             | 竹田裕一郎            | 林康弘                     | 信田ユウ                   | 小倉典子                   | 村松尚雄、佐野誉幸                        |
| 13    | 楽園からの追放者           | 竹田裕一郎            | 織原真盃                   | 浅見松雄                   | 相坂ナオキ、都竹隆治       | 相坂ナオキ、都竹隆治                      |
| 14    | 汚れのないその瞳で         | 竹田裕一郎            | 内藤明吾                   | 矢吹勉                     | 金子国邦 岩本貴玲          | 岩野哲也、久壽米木信弥 岩木孝司、川原智弘 |
| 15    | 武神装攻ダイゼンガー       | 竹田裕一郎            | 大張正己 西澤晋 大籠之仁   | 大張正己 大籠之仁          | 奥野浩行 大籠之仁          | 西井正典、大張正己 山根理宏               |
| 16    | オンリー・ワン・クラッシュ | 竹田裕一郎            | 西澤晋 大張正己            | 斉藤啓也                   | 武智敏光                   | 藤崎賢二                                  |
| 17    | 鋼の咆哮                   | 竹田裕一郎            | 内藤明吾                   | 名取孝浩                   | 飯飼一幸 永作友克          | 中澤勇一                                  |
| 18    | 誘う鬼火                   | 竹田裕一郎            | ヤマサキオサム             | 下司泰弘                   | 荒尾英幸                   | 荒尾英幸                                  |
| 19    | 龍虎王顕現                 | 八房龍之助 竹田裕一郎 | 南康宏                     | 南康宏                     | 中島美子 手島典子          | いまざきいつき、大張正己 山根理宏         |
| 20    | 若き猛禽                   | 竹田裕一郎            | 吉田徹                     | 吉田徹                     | 飯飼一幸                   | 久壽米木信弥、岩木孝司                    |
| 21    | 眠れ、地の底で             | 竹田裕一郎            | 長岡康史                   | 信田ユウ                   | 舘崎大 胡陽樹              | 大森英敏、岩木孝司 久壽米木信弥           |
| 22    | 散りぬべき時知りてこそ     | 竹田裕一郎            | 柳沢テツヤ                 | 柳沢テツヤ                 | 小宮山由美子 藤田正幸      | 重田智 阿部宗孝                           |
| 23    | 堕天使の心                 | 竹田裕一郎            | 織原真盃                   | 加藤顕                     | 奥野浩行                   | 市川敬三、中澤勇一 青山正宣               |
| 24    | 白き魔星へ                 | 竹田裕一郎 寺田貴信   | 西澤晋 大張正己            | 町谷俊輔                   | 大高雄太                   | 阿部宗考 須藤晋                           |
| 25    | かつて在りしもの           | 竹田裕一郎 寺田貴信   | 吉田徹                     | 高島大輔                   | 荒尾英幸、小澤円           | 荒尾英幸、小澤円                          |
| 26    | 貫け、奴よりも速く         | 竹田裕一郎 寺田貴信   | 大張正己 織原真盃 大籠之仁 | 大張正己 信田ユウ 大籠之仁 | 椛島洋介 大籠之仁          | 大張正己、西井正典 山根理宏               |

## 放送局
| 放送地域 | 放送局     | 放送期間                       | 放送日時                     | 放送系列           | 備考                      |
| -------- | ---------- | ------------------------------ | ---------------------------- | ------------------ | ------------------------- |
| 京都府   | KBS京都    | 2010年10月2日 - 2011年4月2日   | 土曜 1:00 - 1:30（金曜深夜） | 独立UHF局          |                           |
| 千葉県   | チバテレビ | 2010年10月2日 - 2011年4月2日   | 土曜 1:30 - 2:00（金曜深夜） | 独立UHF局          |                           |
| 愛知県   | テレビ愛知 | 2010年10月2日 - 2011年4月2日   | 土曜 1:58 - 2:28（金曜深夜） | テレビ東京系列     |                           |
| 埼玉県   | テレ玉     | 2010年10月2日 - 2011年4月2日   | 土曜 2:00 - 2:30（金曜深夜） | 独立UHF局          |                           |
| 兵庫県   | サンテレビ | 2010年10月2日 - 2011年4月2日   | 土曜 2:20 - 2:50（金曜深夜） | 独立UHF局          |                           |
| 東京都   | TOKYO MX   | 2010年10月3日 - 2011年4月3日   | 日曜 22:00 - 22:30           | 独立UHF局          |                           |
| 神奈川県 | tvk        | 2010年10月4日 - 2011年4月4日   | 月曜 1:00 - 1:30（日曜深夜） | 独立UHF局          |                           |
| 日本全域 | アニメワン | 2010年10月4日 - 2011年4月4日   | 月曜 12:00 更新              | インターネット配信 | 最新話は1週間限定無料配信 |
| 日本全域 | AT-X       | 2010年10月27日 - 2011年4月20日 | 水曜 8:00 - 8:30             | CS放送             | リピート放送あり          |

2021年にはスーパーロボット大戦シリーズ30周年を記念し、J:テレのアニおび枠でも放送されたほか、バンダイチャンネルなどの各サイトにて有料配信が行なわれている。

## プロモーション
キャラホビ2010
2010年8月28日に、キャラホビ2010で『スーパーロボット大戦OG -ジ・インスペクター-』スペシャルステージが開催された。プロデューサーの寺田貴信、監督の大張正己、キョウスケ・ナンブ役の森川智之、マサキ・アンドー役の緑川光、ラミア・ラヴレス役の清水香里、ブルックリン・ラックフィールド役の杉田智和、クスハ・ミズハ役の高橋美佳子が出演し、第1話のダイジェストPVの上映およびトークセッションが行われた。
生ネタバレ!? インスペクター
2011年2月27日に、阿佐谷ロフトAでトークイベントが開催された。制作スタッフからは、寺田貴信、大張正己、山根理宏、森住惣一郎、竹田裕一郎、八房龍之助、声優陣からは緑川光、置鮎龍太郎、稲田徹、相沢舞が出演している。制作スタッフによる設定裏話や声優陣による生オーディオコメンタリー、美郷あきによるスペシャルライブが行われた。

## コミック版
スーパーロボット大戦OG -ジ・インスペクター- Record of ATX
本作の漫画化、および前作『スーパーロボット大戦OG -ディバイン・ウォーズ- Record of ATX』の続編。2011年1月号（2010年11月発売）で完結した前作から引き続き『電撃ホビーマガジン』2011年2月号（2010年12月発売）から連載が開始された。2014年4月からは電撃ホビーウェブでのWeb連載に移行している。作者は八房龍之助。
- DENGEKI HOBBY WEB 電撃ホビーウェブ スーパーロボット大戦OG -ジ・インスペクター- Record of ATX

1. 2011年08月27日 ISBN 978-4-04-870633-9
2. 2012年03月27日 ISBN 978-4-04-886354-4
3. 2013年02月27日 ISBN 978-4-04-891371-3
4. 2013年11月27日 ISBN 978-4-04-866151-5
5. 2014年08月27日 ISBN 978-4-04-866791-3
6. 2015年04月27日 ISBN 978-4-04-865138-7
7. 2015年12月19日 ISBN 978-4-04-865704-4

スーパーロボット大戦OG -ジ・インスペクター- Record of ATX BAD BEAT BUNKER
2015年12月から『スーパーロボット大戦OG -ジ・インスペクター- Record of ATX』第二章として、引き続き、電撃ホビーウェブでWeb連載が行われている。作者も引き続き八房龍之助。
タイトル変更に伴い、コミックスのナンバリングは1からとなっている。
1. 2016年06月24日 ISBN 978-4-04-892225-8
2. 2017年03月10日 ISBN 978-4-04-892697-3
3. 2017年11月27日 ISBN 978-4-04-893483-1
4. 2018年08月27日 ISBN 978-4-04-912109-4
5. 2019年06月27日 ISBN 978-4-04-912661-7
6. 2020年02月27日 ISBN 978-4-04-913036-2
7. 2020年12月26日 ISBN 978-4-04-913561-9
8. 2021年12月25日 ISBN 978-4-04-914158-0
9. 2023年03月25日 ISBN 978-4-04-915007-0
10. 2024年04月26日 ISBN 978-4-04-915747-5

## ドラマCD
スーパーロボット大戦OG ジ・インスペクター ドラマCD
CD1収録の第1話は本編第8・9話頃のサイドストーリー。その他は本編のストーリーと関係ないギャグメインの内容となっている。
1. 2011年4月6日
2. 2011年5月21日

## 関連商品

### ムック
スーパーロボット大戦OG -ジ・インスペクター- in 3D
2010年10月25日発売 アスキー・メディアワークス ISBN 978-4-04-870106-8
本作の設定資料および、登場ロボットのプラモデルを紹介したムック。

### CD
スーパーロボット大戦OG ジ・インスペクター オリジナルサウンドトラック
2011年3月23日発売 ランティス
『スーパーロボット大戦OG ORIGINAL GENERATIONS』のサウンドトラックに収録されなかった、『OG外伝』のBGMもボーナストラックとして収録されている。ただし、アニメでも最終話で使用された「Rocks Ver.OG」など、収録されていないBGMもある。